# División Minúscula
División Minúscula est un groupe de rock alternatif mexicain originaire de Matamoros, dans l'état de Tamaulipas.

## Biographie

### Débuts
Le groupe est formé en 1996 par les frères Javier Caballero Blake et Alejandro Caballero Blake, deux des cinq membres qui composeront le groupe. Ils recruteront par la suite Efrén Barón, soutenu par Toy Hernández du groupe Control Machete, qui les présentera au label Sones del Mexside,.
Ce n'est qu'en 2001 qu'ils sortent leur premier album, intitulé Extrañando casa, sous le label du label Sones del Mexside. Cet album comprend au total treize morceaux dont Televidente et Cursi, qui sortent comme singles. Le groupe apparaît plus tard dans l'album Nuevos tiempos, viejos amigos, produit par Class Music, et collaborant sur la chanson Betty Boop, qui apparait à l'origine sur leur premier album.
En 2011, pour fêter les dix ans de l'album, ils se lancent dans deux dates spéciales, le 30 avril à Monterrey, au Café Iguana, et le 30 juillet à Mexico, au José Cuervo Salón.

### Defecto perfecto
Le groupe se fait connaitre sur la scène musicale underground au Mexique, mais ce n'est qu'en 2006, signé par Sones del Mexside, et distribué par Universal Music México, qu'il sort son deuxième album, intitulé Defecto perfecto, qui les rend plus populaires dans les médias, barbotant dans les programmes de la chaine télévisée MTV Latinoamérica. Avec cet album, ils abandonnent le style punk rock qui les caractérise pour expérimenter le rock alternatif et le genre ballade rock (comme avec les chansons Sognare et Me tomé una pastilla). Le premier single, Sismo, est suivi plus tard par un deuxième, Veneno es antídoto (S.O.S.), puis par un troisième, Sognare.
Le style musical du groupe change radicalement. Ce changement de style et son exposition dans les médias grand public augmentent nettement sa popularité. En 2006, il est nommé aux MTV Latin America Awards dans les catégories « Groupe prometteur » et « Meilleur groupe alternatif », sans obtenir de récompense. Le 6 juin 2007, l'Asociación Mexicana de Productores de Fonogramas y Videogramas, A.C (AMPROFON), leur décerne le disque d'or pour 50 000 exemplaires de Defecto perfecto vendus, lors d'un événement organisé au Hard Rock Cafe à México. En juillet 2007, l'album est réédité avec un DVD contenant des scènes du groupe en studio, et des clips.

### SirenasetDivisión
Sirenas est le troisième album du groupe et, pour beaucoup, leur meilleur album (catégorisé pop), comprenant les morceaux Control, Las luces de esta ciudad, et Tan fuerte tan frágil sont publiés comme singles. Après l'enregistrement, le groupe intègre Efren Barón comme guitariste principal.
En 2009, ils tournent brièvement au Pérou, leur première fois en dehors de leur pays, après avoir annulé un concert prévu à Bogotá, en Colombie. Le 10 octobre la même année, ils jouent pour la première fois à Arequipa, des morceaux de chaque album et d'une reprise, Que no hay huella, interprétée à l'origine par le groupe mexicain Bronco. Le jour suivant, ils jouent à Lima, au Pérou.
En 2010 sort le single Cuenta hasta diez. Le clip est produit par Alex García. Le 22 janvier 2011, División Minúscula annonce, lors d'un concert à Aguascalientes, la sortie d'un nouvel album. Le 22 août 2011, División Minúscula publie une vidéo expliquant l'avancée de leur nouvel album, en plus d'annoncer l'arrivée de l'ancien guitariste, Ricci Pérez. Le 11 mai 2012, Javier Blake annonce sur les réseaux sociaux avoir terminé d'enregistrer l'album. Enfin, le 28 novembre 2012, l'album División est publié sur iTunes. Quelques mois plus tard sort le premier single non officiel de l'album, SED, pour faire place au single officiel Voices. 

### Secretos
En 2016, División Minúscula lance son premier EP intitulé Secretos.

## Membres

### Membres actuels

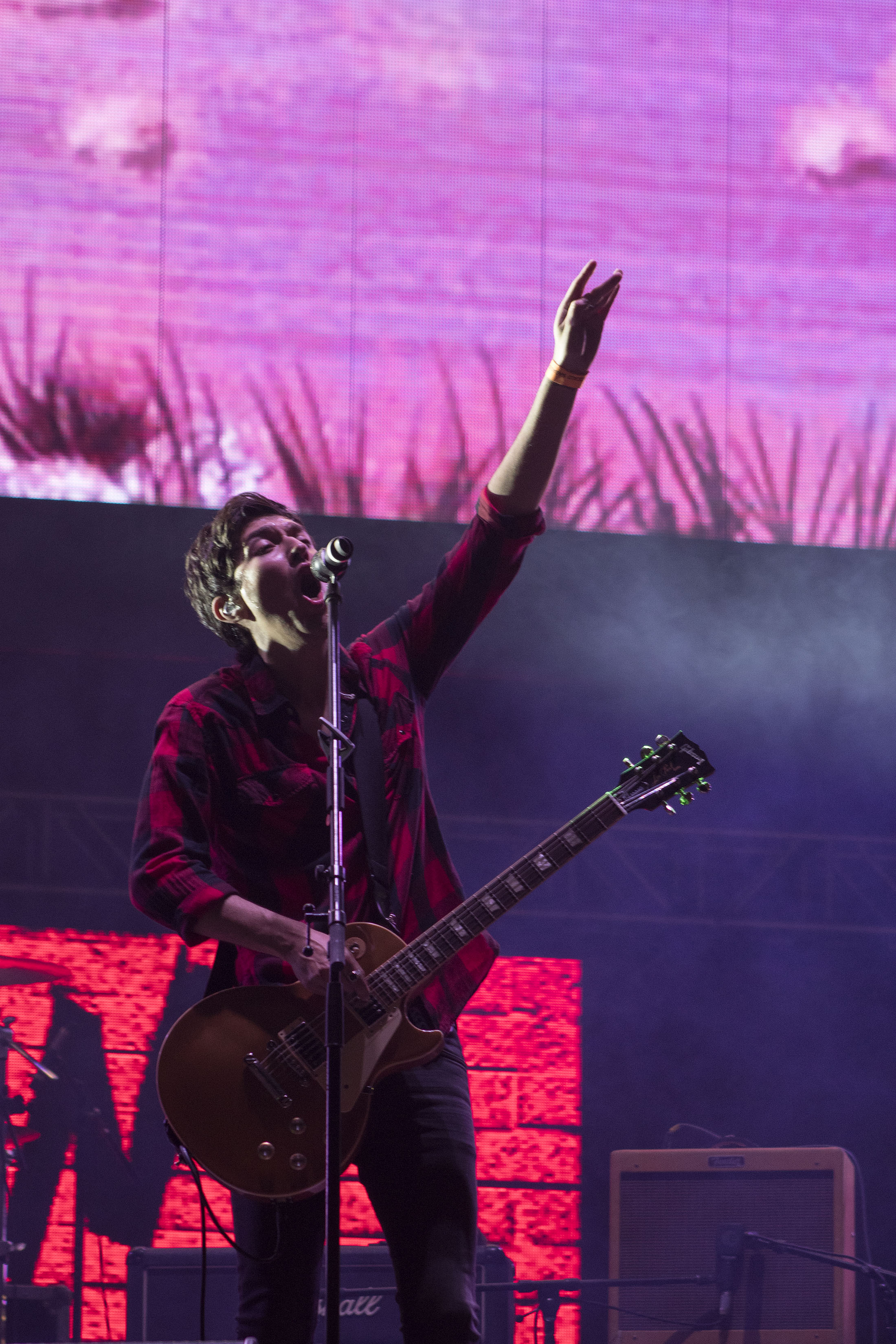
Javier Blake en 2017.

- Javier Blake - chant, guitare rythmique, claviers (depuis 1996)
- Ricardo « Ricci » Pérez - guitare solo (1996-2007, depuis 2011)
- Alejandro Luque - basse, chœurs (depuis 1996)
- Alejandro « Kiko » Blake - batterie, percussions (depuis 1996)
- Efren Barón - guitare rythmique, chœurs (depuis 2011), guitare solo (2008-2011)

### Musicien live
- Rodrigo « Bucho » Montfort - claviers, synthétiseur, chœurs (depuis 2012)

## Discographie

### Albums studio
- 2001 : Extrañando casa
- 2006 : Defecto perfecto
- 2008 : Sirenas
- 2012 : División

### Démos
- 1996 : Demo1
- 1998 : Demo2

### EP
- 2016 : Secretos

### Singles
- 2002 : Televidente
- 2003 : Cursi
- 2003 : Betty Boop
- 2006 : Sismo
- 2006 : Veneno es antídoto (S.O.S.)
- 2007 : Sognare
- 2008 : Control
- 2009 : Las luces de esta ciudad
- 2009 : Tan fuerte, tan frágil…
- 2010 : Cuenta hasta diez
- 2012 : S.E.D
- 2013 : Voces
- 2013 : Cuenta Hasta 10 (feat. Natalia Lafourcade)
- 2014 : Humanos como tú
- 2016 : Frenesí